# Bukovac (Gradiška)
Bukovac (szerbül: Буковац), falu Gradiška községben, Bosznia-Hercegovinában, Bosanska krajina területén, a Szerb Köztársaságban. 

## Fekvése
Bosznia-Hercegovina északi részén, Banja Lukától légvonalban 36, közúton 45 km-re északra, községközpontjától légvonalban 5, közúton 6 km-re délnyugatra, 92-96 méteres magasságban, a Gradiška városától délre, a Jablanicától keletre levő síkságon fekszik.

## Népessége
| Nemzetiségi csoport | Népesség 1991 | Népesség 2013 |
| ------------------- | ------------- | ------------- |
| Szerb               | 199           | 327           |
| Bosnyák             | 30            | 18            |
| Horvát              | 58            | 14            |
| Jugoszláv           | 33            | 0             |
| Egyéb               | 29            | 23            |
| Összesen            | 342           | 382           |

## Története
A település területe 1878-ig tartozott az Oszmán Birodalomhoz, ekkor a berlini kongresszus határozata alapján az Osztrák-Magyar Monarchia része lett. 1879-ben az első osztrák-magyar népszámlálás során a Berbir községhez tartozó településnek 10 háztartása és 72 ortodox szerb lakosa volt. 1910-ben a Bosanska Gradiškai járáshoz és Bosanska Gradiška községhez tartozó településen 26 háztartást, 57 ortodox szerb, 27 római katolikus és 54 görög katolikus lakost találtak.
A monarchia szétesésével 1918-ban előbb a Szerb-Horvát-Szlovén Királyság, majd 1929-től a Jugoszláv Királyság része. Jugoszlávia megszállása után a település a Független Horvát Állam (NDH) része lett. A falu 1945-től a szocialista Jugoszlávia része volt. A boszniai háború idején a település a Boszniai Szerb Köztársasághoz tartozott. A daytoni békeszerződést követő területfelosztásnál Bosanska Gradiška község részeként a Szerb Köztársaság területéhez került.